# Ya ba
Ya ba (thaï : ยาบ้า, littéralement « médecine folle ») est une drogue contenant un mélange de méthamphétamine et de caféine,. Bien qu'elle soit illégale, elle est largement utilisée dans les pays d'Asie du Sud-Est.

## Noms
Selon le National Drug Intelligence Center des États-Unis, la drogue est plus communément appelée aux États-Unis « médecine folle » et « vitesse nazie ».

## Description et effets
Ya ba est généralement produit sous forme de pilule ronde. Il existe de nombreuses versions différentes de ya ba, et les plus courantes sont de couleur rouge, rose, orange ou vert citron et portent des logos tels que « R » ou « WY ». Ils sont petits et ronds, environ 6 millimètres de diamètre.
Les comprimés de Ya ba sont généralement consommés par voie orale et sont parfois aromatisés comme des bonbons. Une autre méthode de consommation est la chasse au dragon, dans laquelle le comprimé de ya ba est placé sur une feuille d'aluminium et chauffé par le bas, ce qui produit des vapeurs qui sont ensuite inhalées. Le comprimé peut également être administré en écrasant les comprimés en poudre, qui est ensuite sniffée ou mélangée avec un solvant et injectée.
Les utilisateurs typiques de ya ba sont des hommes qui travaillent, âgés de 16 à 40 ans.

## Production
Le Myanmar est le plus grand producteur de méthamphétamine au monde, la majorité du ya ba trouvé en Thaïlande étant produit en Birmanie, en particulier dans le Triangle d'Or et le nord-est de l'État de Shan, qui borde la Thaïlande, le Laos et la Chine. En 2010, la Birmanie est responsable du trafic d'un milliard de comprimés vers la Thaïlande voisine. Les milices ethniques et les groupes rebelles (en particulier l'United Wa State Army ) sont responsables d'une grande partie de cette production ; cependant, les unités militaires birmanes seraient fortement impliquées dans le trafic de drogue,.